# Marie Bues
Marie Bues (* 1980 in Erlenbach am Main) ist eine deutsche Theaterregisseurin und Schauspielerin.

## Leben
Marie Bues war 2013–2021 Co-Leiterin im Theater Rampe in Stuttgart und gehört seit 2023 zum Team der Künstlerischen Leitung im  Schauspielhaus Wien.
Sie hat Schauspiel an der Staatlichen Hochschule für Musik und Darstellende Kunst in Stuttgart studiert und war anschließend einige Jahre als Schauspielerin tätig. Als Regieassistentin wechselte sie ans Theater Basel und assistierte dort unter anderem Christina Paulhofer und Anna Viebrock.
Seit 2008 inszeniert sie als freie Regisseurin unter anderem am Theater Basel, Theater Osnabrück, Residenztheater München, Nationaltheater Mannheim, Theater Lübeck, Staatstheater Karlsruhe, Staatstheater Saarbrücken, Theater Magdeburg, Konzert Theater Bern, Theater an der Parkaue Berlin, Schauspiel Köln, Theater Heidelberg, Schauspielhaus Graz, Kunstfest Weimar und regelmäßig am Staatstheater Hannover.
In freien Konstellationen arbeitet sie auch mit den Gruppen Bues/Mezger/Schwabenland (mit Daniel Mezger und Dennis Schwabenland), theaterkollektiv bureau und Mother T. Rex an Orten des freien Theaters wie der Garage X Wien, Schlachthaus Theater Bern und den Sophiensaelen Berlin. Als Festivalkuratorin zeichnete sie verantwortlich für das Festival 6 tage frei (Tanz- und Theaterpreis der Stadt Stuttgart und des Landes Baden-Württemberg in den Ausgaben 2015, 2017, 2019), für das Festival Stadt der Frauen* 2018 sowie für das digitale Theaterlabor und Festival Tools 2021 am Theater Rampe in Stuttgart.
In ihren Regiearbeiten beschäftigt sich Marie Bues konsequent mit neuen Texten und arbeitet eng mit den Autoren zusammen. Häufige Zusammenarbeiten erfolgen mit Thomas Köck, Felicia Zeller, Anna Gschnitzer und Sivan Ben Yishai. Am Theater Rampe legt sie einen Schwerpunkt auf Gegenwartsdramatik und experimentelle zeitgenössische Theaterpraktiken. Für ihre Programmatik am Theater Rampe erhielten Martina Grohmann und sie 2019 den Theaterpreis des Bundes.
Als Jurymitglied ist sie unter anderem für die Kunststiftung Baden-Württemberg, den Kulturstaatsminister (BKM), das Internationale Theaterinstitut, den Theaterpreis Der Faust und das Kulturamt Saarbrücken tätig gewesen. Lehrtätigkeiten nimmt bzw. nahm sie an der Staatlichen Hochschule für Musik und Darstellende Kunst in Stuttgart sowie an der Theaterakademie August Everding in München wahr.